# Antiche unità di misura del circondario di Fermo
Sono qui riportate le conversioni tra le antiche unità di misura in uso nel circondario di Fermo e il sistema metrico decimale, così come stabilite ufficialmente nel 1877.
Nonostante l'apparente precisione nelle tavole, in molti casi è necessario considerare che i campioni utilizzati (anche per le tavole di epoca napoleonica) erano di fattura approssimativa o discordanti tra loro.

## Misure di lunghezza
| Comuni                                                                                     | Denominazione            | Valore   | Unità |
| ------------------------------------------------------------------------------------------ | ------------------------ | -------- | ----- |
| Tutti i comuni                                                                             | Braccio                  | 0,670265 | m     |
| Tutti i comuni                                                                             | Piede da legname         | 0,335104 | m     |
| Tutti i comuni meno i seguenti                                                             | Piede da terra e da muro | 0,424501 | m     |
| Cossignano                                                                                 | Piede da terra           | 0,577173 | m     |
| Grottammare, Montelparo, Cupra Marittima, Monterubbiano, Montefiore dell'Aso, Montegranaro | Piede da terra           | 0,446844 | m     |
| Falerone                                                                                   | Piede da terra           | 0,606963 | m     |
| Massa Fermana, Monte Vidon Corrado                                                         | Piede da terra           | 0,614410 | m     |
| Montegiorgio, Montappone                                                                   | Piede da muro            | 0,446805 | m     |
| Montegiorgio, Montappone                                                                   | Piede da terra           | 0,610686 | m     |
| Monte San Pietrangeli                                                                      | Piede da terra           | 0,558554 | m     |
| Ripatransone                                                                               | Piede da terra           | 0,335133 | m     |
| Sant'Elpidio a Mare                                                                        | Piede da terra           | 0,484081 | m     |
| Santa Vittoria in Matenano                                                                 | Piede da terra           | 0,554831 | m     |

Il braccio mercantile corrisponde a tre palmi romani.
Il piede da terra di Fermo si divide in once 22 4/5, l'oncia in 5 minuti.
Il piede da terra di Cossignano si divide in once 31.
Il piede da terra di Grottammare si divide in once 24.
Il piede da terra di Falerone si divide in once 32 4/5.
Il piede da terra di Massa Fermana si divide in once 18.
Il piede da terra di Ripatransone si divide in once 18.
Il piede da terra di Sant'Elpidio a Mare si divide in once 26.
Il piede da terra di Santa Vittoria si divide in once 29 4/5.
Per tutti i precedenti l'oncia si divide in 5 minuti. Dieci piedi fanno una canna.
Il piede da terra di Sant'Elpidio a Mare si divide anche in once 16, ed allora l'oncia si divide in 10 minuti.
Il piede da terra di Monte San Pietrangeli si divide in 30 once, l'oncia in 10 minuti.
Il piede da terra di Montegiorgio si divide in 3 palmi, il palmo in 5 quinti. Dieci piedi fanno una canna.

## Misure di superficie
| Comuni                                                                                     | Denominazione | Valore   | Unità |
| ------------------------------------------------------------------------------------------ | ------------- | -------- | ----- |
| Tutti i comuni meno i seguenti                                                             | Modiolo       | 1802,01  | m²    |
| Cossignano                                                                                 | Modiolo       | 3331,29  | m²    |
| Grottammare, Montegranaro, Cupra Marittima, Montefiore dell'Aso, Montelpare, Monterubbiano | Modiolo       | 1996,69  | m²    |
| Falerone                                                                                   | Modiolo       | 3684,04  | m²    |
| Massa Fermana, Monte Vidon Corrado                                                         | Modiolo       | 3775,00  | m²    |
| Montegiorgio, Montappone                                                                   | Modiolo       | 3729,38  | m²    |
| Monte San Pietrangeli                                                                      | Modiolo       | 3119,83  | m²    |
| Ripatransone                                                                               | Rubbio        | 17970,23 | m²    |
| Sant'Elpidio a Mare                                                                        | Modiolo       | 2343,34  | m²    |
| Santa Vittoria in Matenano                                                                 | Modiolo       | 3078,37  | m²    |

Il modiolo di Fermo come quelli di Falerone, Cossignano, Massa Fermana, Montegiorgio, Monte San Pietrangeli e Sant'Elpidio a Mare si dividono in 100 tavole o canne quadrate, la canna quadrata o tavola in 100 piedi quadrati.
Il modiolo di Grottammare e quello di Santa Vittoria si dividono in 10 staia, lo staio in 10 canne quadrate, la canna quadrata in 100 piedi quadrati.
Il rubbio di Ripatransone si divide in 8 quarte, la quarta in 8 prebende, la prebenda in 25 canne quadrate, la canna quadrata in 100 piedi quadrati.
Le misure locali agrarie sono andate in disuso dopo che i nuovi catasti furono fatti sulla base della misura metrica decimale.

## Misure di volume
| Comuni         | Denominazione  | Valore   | Unità |
| -------------- | -------------- | -------- | ----- |
| Tutti i comuni | Piede cubo     | 37,630   | L     |
| Tutti i comuni | Passo da legna | 2218,943 | L     |

## Misure di capacità per gli aridi
| Comuni         | Denominazione | Valore   | Unità |
| -------------- | ------------- | -------- | ----- |
| Tutti i comuni | Rubbio        | 280,6480 | L     |

Il rubbio si divide in 2 sacchi, il sacco in 4 quarte, la quarta in 4 coppi o provende.
Nei comuni di Sant'Elpidio Morico, Monsampietro Morico, Monteleone, Monte Rinaldo, Montelparo, Montegranaro, lo stesso rubbio si divide in 8 coppe, la coppa in 4 provende.
Nel comune di Montegiorgio si usavano del pari le due suddivisioni dello stesso rubbio.

## Misure di capacità per i liquidi
| Comuni                                                        | Denominazione     | Valore   | Unità |
| ------------------------------------------------------------- | ----------------- | -------- | ----- |
| Tutti i comuni meno i seguenti                                | Soma da vino      | 64,8165  | L     |
| Tutti i comuni meno i seguenti                                | Metro da olio     | 22,6824  | L     |
| Montelparo, Monte San Pietrangeli, Cossignano, Santa Vittoria | Soma da vino      | 95,7324  | L     |
| Montelparo                                                    | Cannata da olio   | 11,8675  | L     |
| Monte San Pietrangeli                                         | Metro da olio     | 18,5324  | L     |
| Cossignano                                                    | Caldarola da olio | 5,6159   | L     |
| Santa Vittoria in Matenano                                    | Caldarola da olio | 11,2318  | L     |
| Montegiorgio, Sant'Elpidio a Mare                             | Soma da vino      | 81,3773  | L     |
| Montegiorgio                                                  | Metro da olio     | 22,4635  | L     |
| Sant'Elpidio a Mare, Montegranaro                             | Metro da olio     | 17,9708  | L     |
| Monterubbiano, Montegranaro                                   | Soma da vino      | 97,6527  | L     |
| Monterubbiano                                                 | Metro da olio     | 23,5867  | L     |
| Montefiore                                                    | Barile da vino    | 58,3416  | L     |
| Montefiore                                                    | Barile da olio    | 57,4807  | L     |
| Ripatransone                                                  | Soma da vino      | 132,2381 | L     |
| Ripatransone                                                  | Metro da olio     | 22,3251  | L     |

La soma da vino di Fermo si divide in 2 barili, il barile in 25 boccali, il boccale in 4 fogliette.
Il metro da olio di Fermo si divide in 2 cannate, la cannata in 2 caldaroli, il caldarolo in 4 boccali, il boccale in 4 fogliette, la foglietta in 4 quartucci.
La soma da vino di Montelparo si divide in 2 barili, il barile in 22 boccali, il boccale in 4 fogliette.
La cannata da olio di Montelparo si divide in 20 fogliette.
Il metro da olio di Monte San Pietrangeli si divide in 33 fogliette. Quattro fogliette fanno un boccale.
La caldarola da olio di Cossignano si divide in 10 fogliette.
La caldarola da olio di Santa Vittoria in Matenano si divide in 5 boccali, il boccale in 4 fogliette.
La soma da vino di Montegiorgio si divide in 2 barili, il barile in 20 boccali, il boccale in 4 fogliette.
Il metro da olio di Montegiorgio si divide in 2 cannate, la cannata in 5 boccali, il boccale in 4 fogliette, la foglietta in 4 quartucci.
Il metro da olio di Sant'Elpidio a Mare si divide in 8 boccali, il boccale in 4 fogliette, la foglietta in 4 quartucce.
La soma da vino di Monterubbiano si divide in 2 barili, il barile in 24 boccali, il boccale in 4 fogliette.
Il metro da olio di Monterubbiano si divide in boccali 10 1/2, il boccale in 4 fogliette.
Il barile da vino di Montefiore si divide in 4 quartaroli, il quartarolo in 8 boccali, il boccale in 4 fogliette. Due barili fanno una soma.
Il barile da olio di Montefiore si divide in 28 boccali, il boccale in 4 fogliette, la foglietta in 4 quartucce.
La soma da vino di Bipatransone si divide in 4 barili, il barile in boccali 16 1/4, il boccale in 4 fogliette.
Il metro da olio di Ripatransone si divide in 2 caldarole, la caldarola in 21 fogliette. Quattro fogliette fanno un boccale.
La soma da vino di Montegranaro si divide in 3 barili, il barile in 16 boccali, il boccale in 4 fogliette.
Il metro da olio di Montegranaro si divide in 2 cannate, la cannata in 4 boccali, il boccale in 4 fogliette.

## Pesi
| Comuni | Denominazione | Valore  | Unità |
| --- | ------------- | ------- | ----- |
| Tutti i comuni meno i seguenti | Libbra        | 320,978 | g     |
| Monte San Pietrangeli, Montegiorgio, Monterubbiano, Ripatransone, Cossignano, Sant'Elpidio a Mare, Montegranaro, Santa Vittoria in Matenano | Libbra        | 339,072 | g     |

La libbra si divide in 12 once, l'oncia in 8 ottave, l'ottava in 3 denari, il denaro in 24 grani. Cento libbre fanno un quintale. Mille libbre fanno nn migliaio.
Nei comuni di Montelparo e Ripatransone si usavano anche il peso di Fermo e quello di Roma.